# 1930 Lucifer
Lucifer (asteroide 1930) é um asteroide da cintura principal com um diâmetro de 27 quilómetros, a 2,4691735 UA. Possui uma excentricidade de 0,1469016 e um período orbital de 1 798,54 dias (4,93 anos).
Lucifer tem uma velocidade orbital média de 17,50719329 km/s e uma inclinação de 14,08522º.
Esse asteroide foi descoberto em 29 de Outubro de 1964 por Elizabeth Roemer.